# Rockingham Speedway
Le Rockingham Speedway (auparavant North Carolina Motor Speedway) est un ovale à Rockingham, en Caroline du Nord aux États-Unis. Cet ovale fut l'une des pistes historiques de la NASCAR. Aujourd'hui, il n'est plus au calendrier mais est encore utilisé pour des tests privés.

## Caractéristiques
Le circuit est un "quad-ovale" (ovale comportant une ligne droite formant un coude). Sa longueur est de 1,017 miles (1 637 mètres) et il a une capacité de 30 000 spectateurs. 